# Samuel Mullet
Pour un article plus général, voir Abus sexuels dans la communauté Amish.
Samuel Mullet, né en 1946, est un leader américain d'un mouvement minoritaire des amish à Bergholz, à 150 km de Cleveland.

## Biographie

### Carrière de leader
En 1995, une nouvelle colonie amish est fondée à Bergholz à l’initiative de Sam Mullet. Son objectif était de créer une colonie plus conservatrice que la colonie amish qu’il résidait à l’époque.
En 1997, Mullet a été ordonné ministre de la nouvelle colonie et en 2001, il a été ordonné évêque d'une manière contestée. En effet, d'après les usages traditionnels des communautés amish, il faut au moins trois évêques participent à la cérémonie d’ordination d’un nouvel évêque. Dans le cas de Mullet, il n’y avait qu’un seul autre évêque présent.
Au début de l'année 2006, Mullet a excommunié le diacre de la communauté et peu de temps après, neuf familles (plus d’un tiers de la population amish de Bergholz) ont quitté la colonie. Ces familles furent par la suite excommuniées par Mullet. Cette excommunication signifiait que les familles n’étaient plus autorisées à rejoindre d’autres colonies conservatrices, car de nombreuses affiliations conservatrices des Amish pratiquent une «stricte mise à l’écart » (allemand : strenge Meidung), qui exige que la personne excommuniée retourne auprès de son ancien évêque et confesse ses péchés pour pouvoir rejoindre une autre communauté d’éloignement stricte.
Samuel Mullet dirige une communauté de 120 amish à Bergholtz.

## Controverses
Des anciens membres de sa communauté lui reprochent d'humilier certains adeptes.

### Accusations d'agressions sexuelles
Il aurait imposé des relations sexuelles à des femmes pour qu'elle deviennent « de meilleures épouses » et « chasser le diable hors d'elle ». Son fils, réprouvant ces agressions, s'échappe à son emprise et se réfugie dans la famille de Myron Miller,.

### Crimes haineux
Il est accusé d'avoir organisé la coupe de barbe d'Amish, dont la famille de Myron Miller, ne suivant pas son enseignement. La barbe est le « symbole suprême de l'homme », elle ne doit pas plus coupée après son mariage. Au total, cinq attaques de coupe de barbe ont été commises par des membres de la communauté Bergholz. La première a eu lieu le 6 septembre 2011, la dernière le 9 novembre 2011. Les victimes étaient pour la plupart des parents amish des habitants de Bergholz, qui avaient quitté la communauté de Bergholz ou s’y étaient ouvertement opposés. Raymond Hershberger, un évêque, non apparenté à la communauté Bergholz, qui s’opposait à eux, a également été victime d’une attaque de coupe de barbe.

#### Procès
En septembre 2012, un groupe de 16 hommes et femmes amish de Bergholz, ont été reconnus coupables de crimes de haine et de complot, dont Samuel Mullet Sr., qui n’a pas participé aux cinq attaques contre la coupe de cheveux et de barbe mais a été jugé en tant que chef de la campagne,.
Le 8 février 2013, il est condamné à quinze ans de prison pour crime haineux,,,. Les autres accusés furent condamnés à des peines plus légères.
Cette condamnation fut annulée par la Cour d'appel fédérale en 2014,. La condamnation fut alors ramenée à 10 ans.

### Pratiques non-conformes au mode de vie amish
Selon Donald B. Kraybill, la communauté dirigée par Samuel Mullet ne respecte pas plusieurs pratiques respecter dans l'Ancien Ordre Amish. Il autorise, notamment, l'utilisation de l'électricité.